# Гавронщина
Гавро́нщина (укр. Гавронщина) — село, входит в Бучанский район (до 2020 года в составе Макаровского района) Киевской области Украины.
Население по переписи 2001 года составляло 1006 человек. Почтовый индекс — 08003. Телефонный код — 4578. Занимает площадь 0,23 км². Код КОАТУУ — 3222781801.
В селе родился Герой Советского Союза Николай Новик.

## Местный совет
08003, Київська обл., Макарівський р-н, с. Гавронщина, вул. Київська, 17а

## Галерея

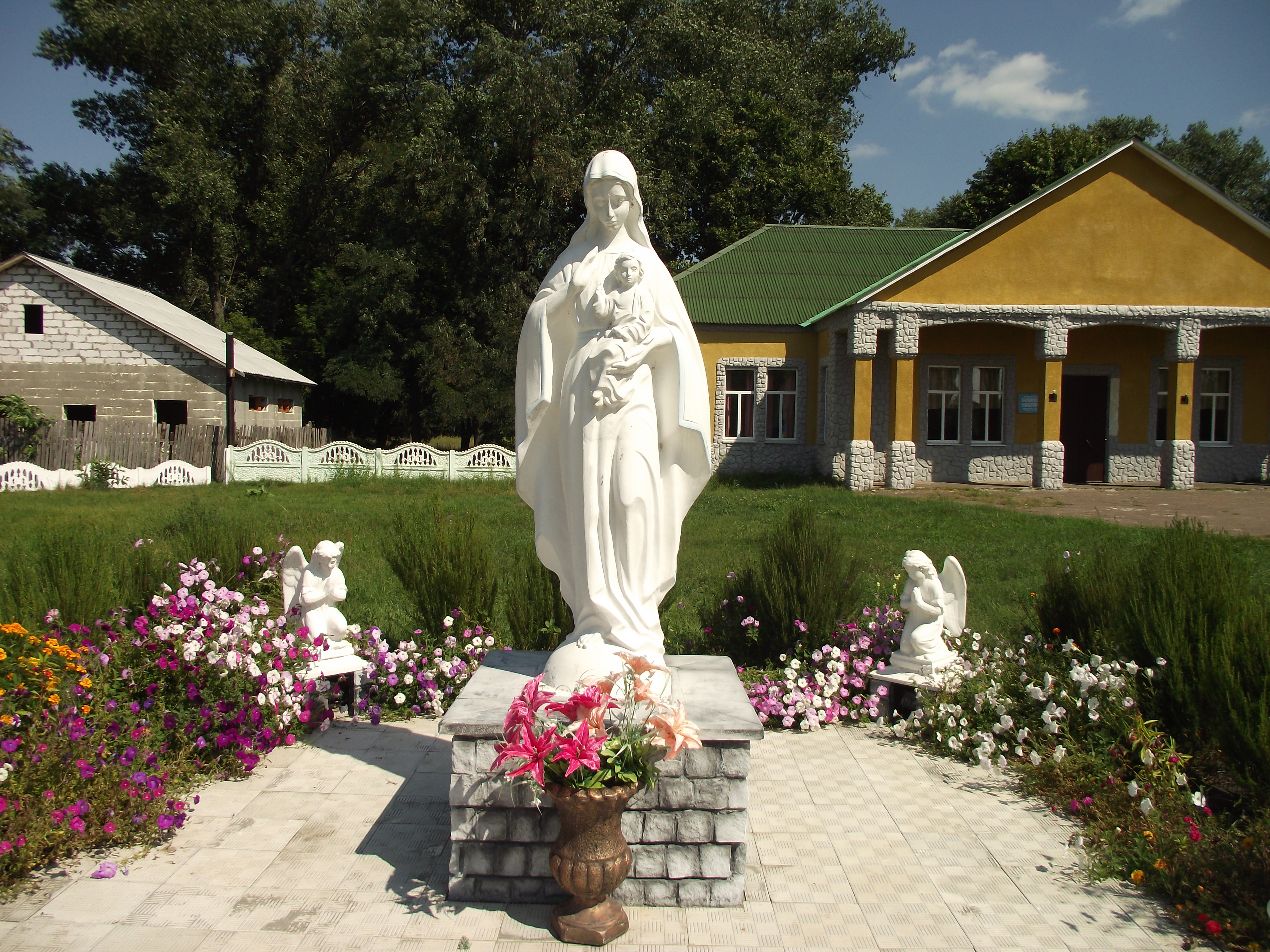
Памятник
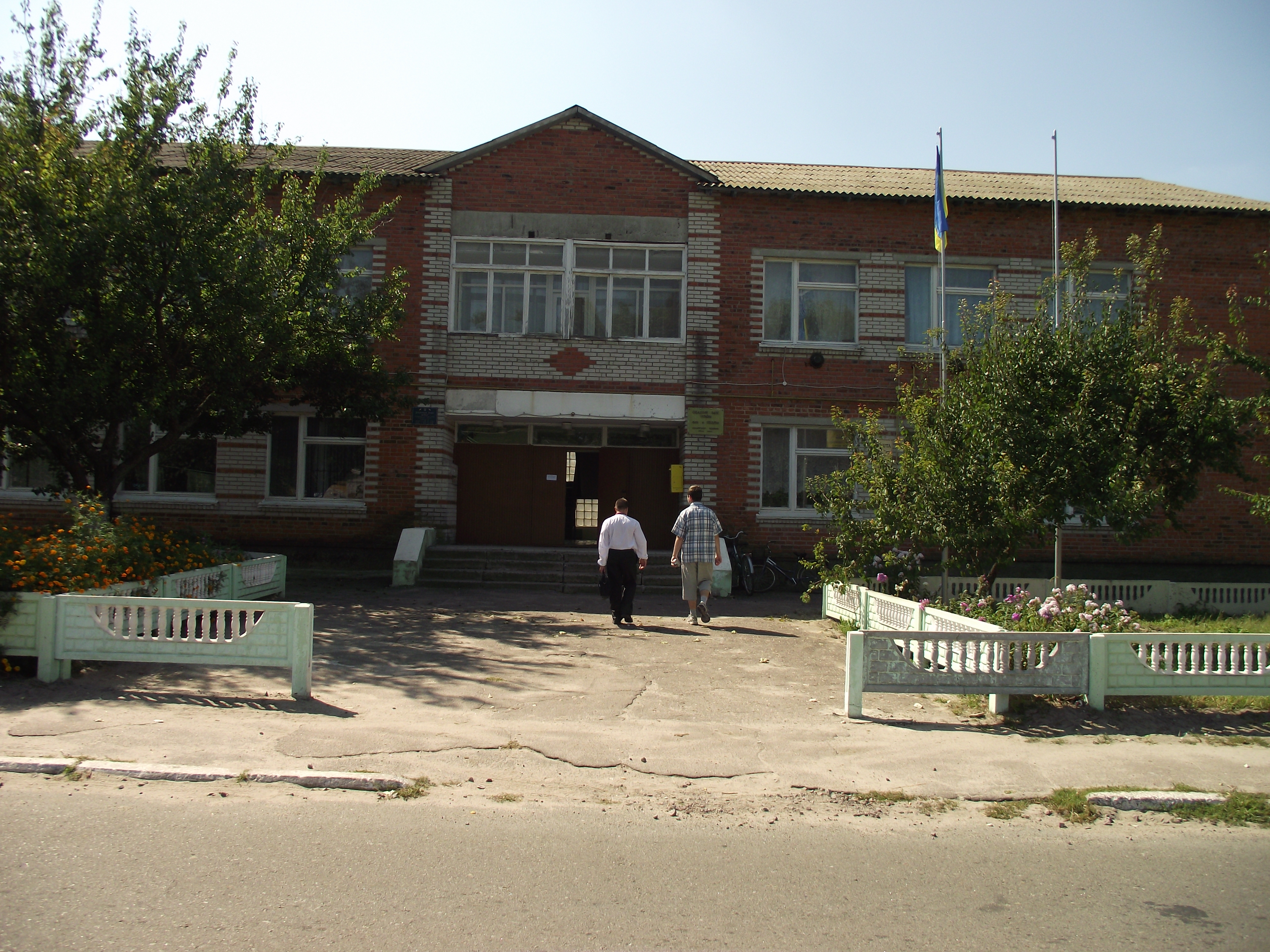
Сельсовет
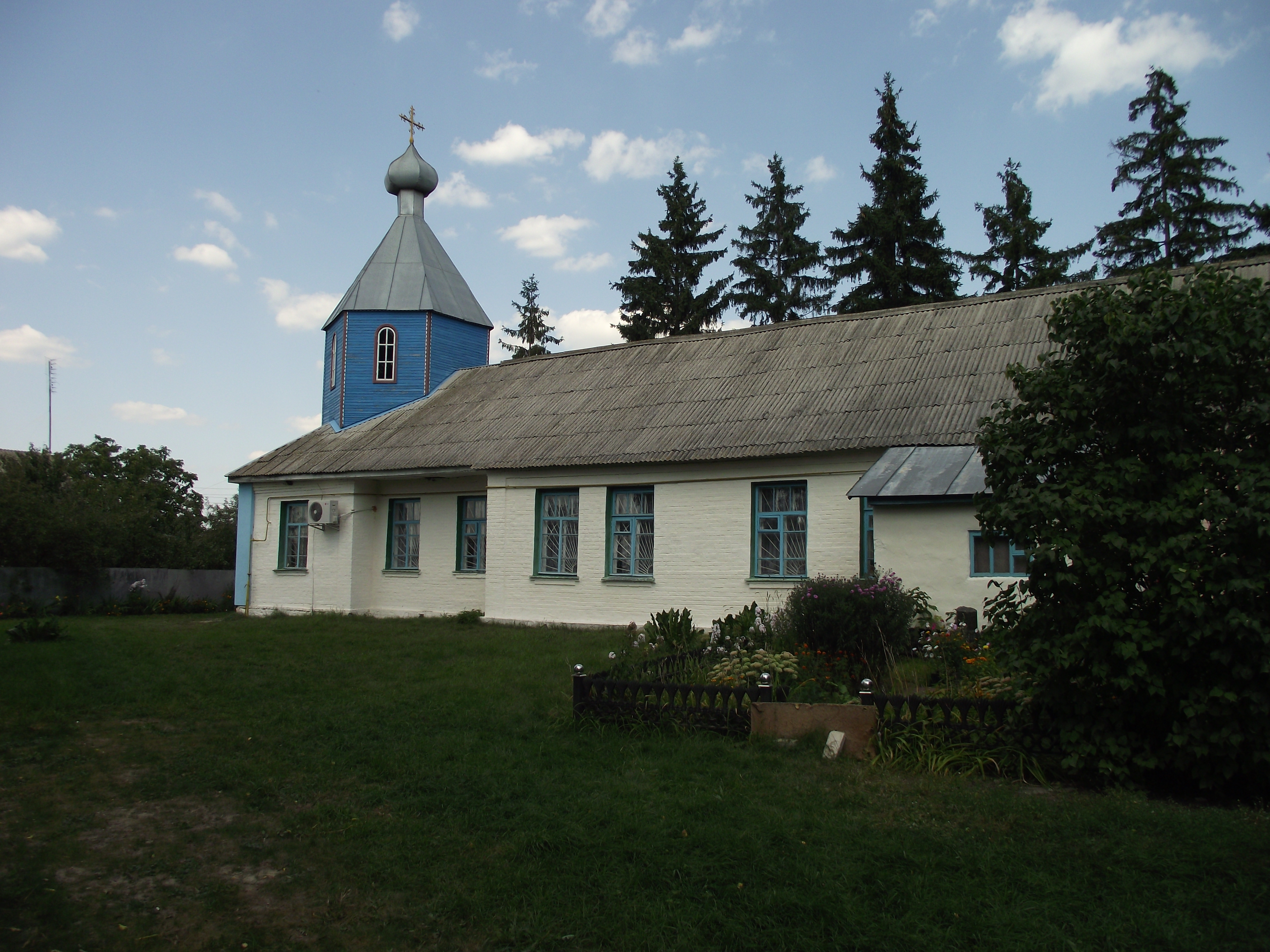
Церковь Рождества Пресвятой Богородицы
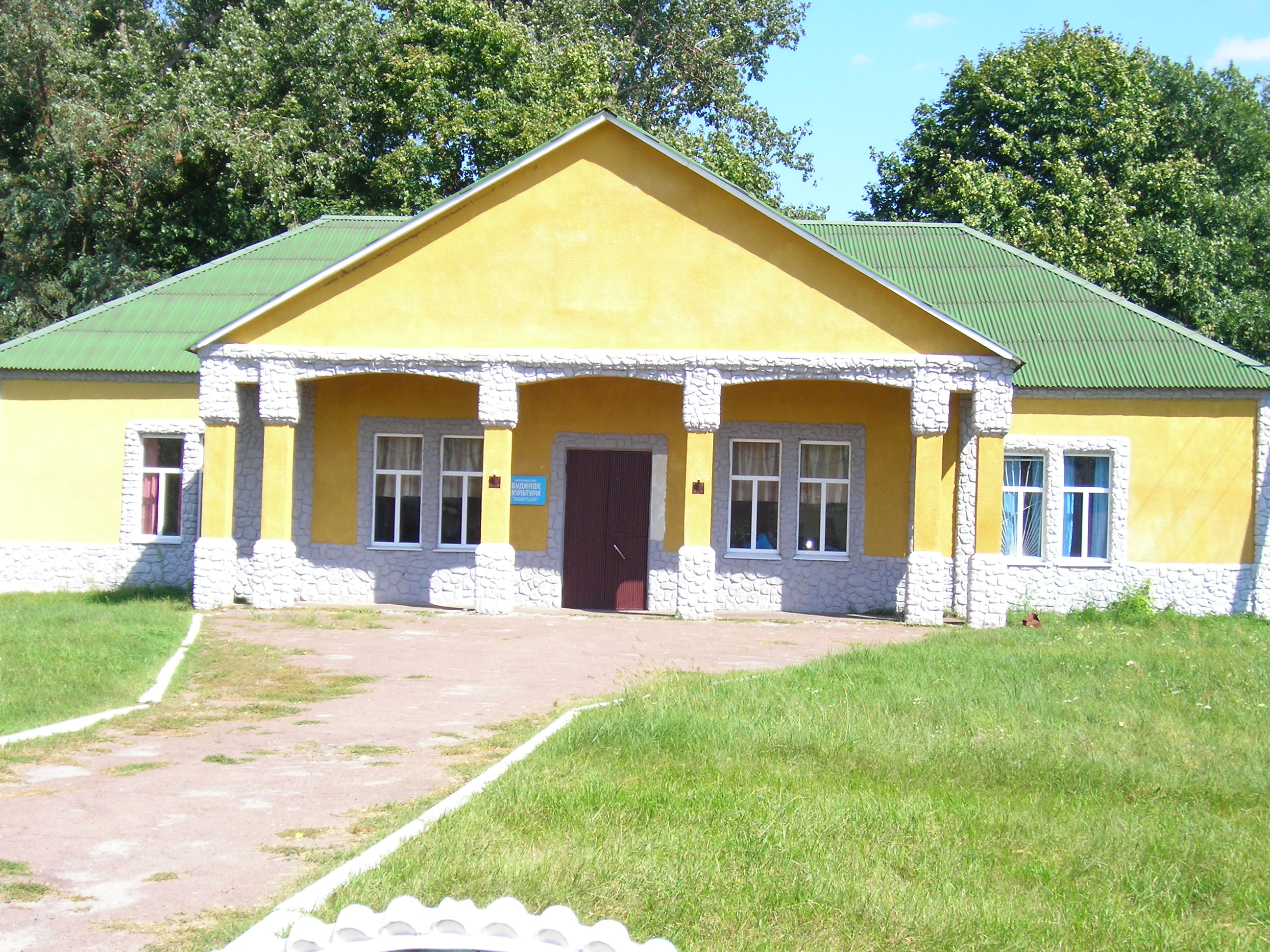
Дом культуры
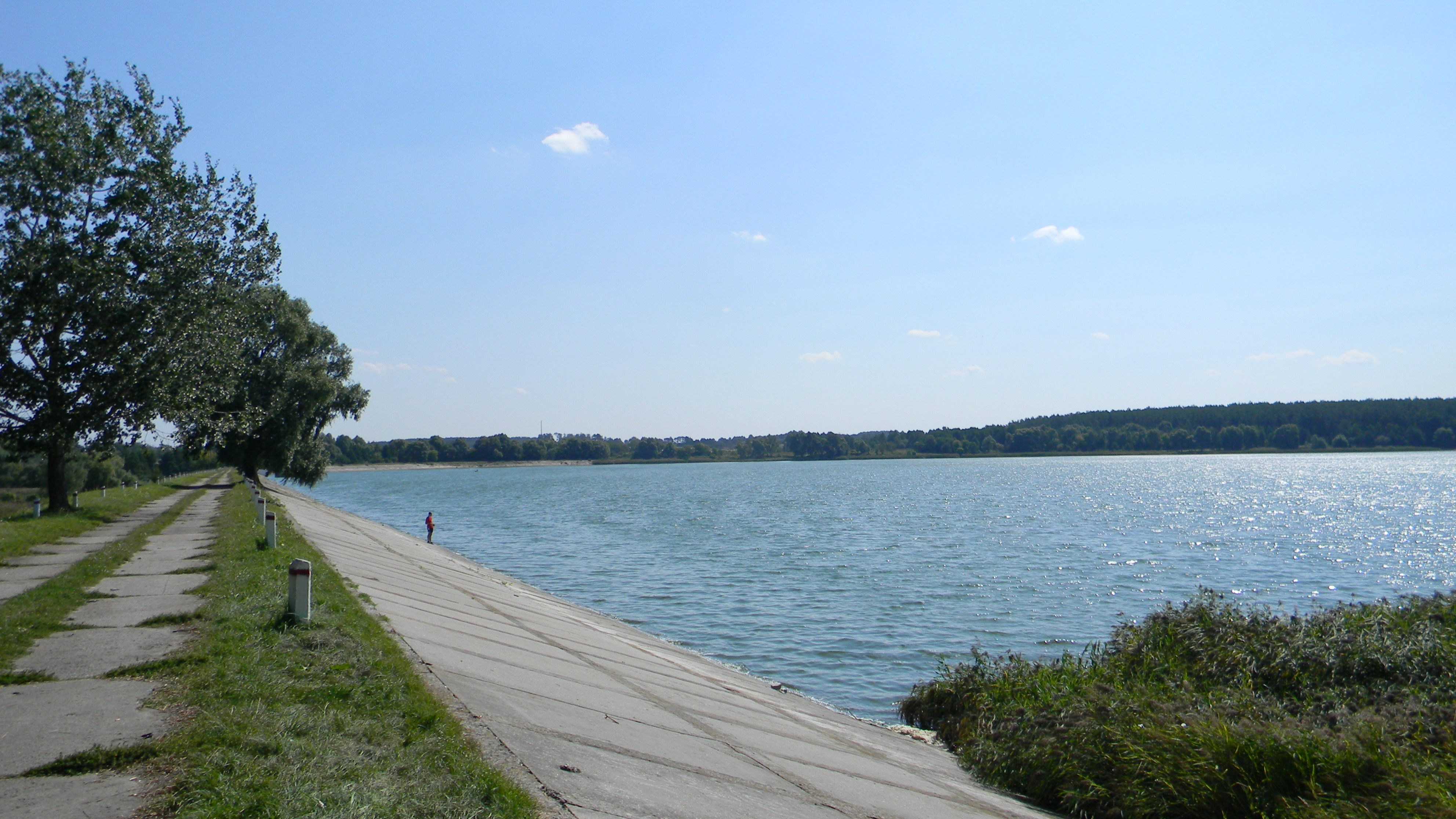
Гавронщинское водохранилище
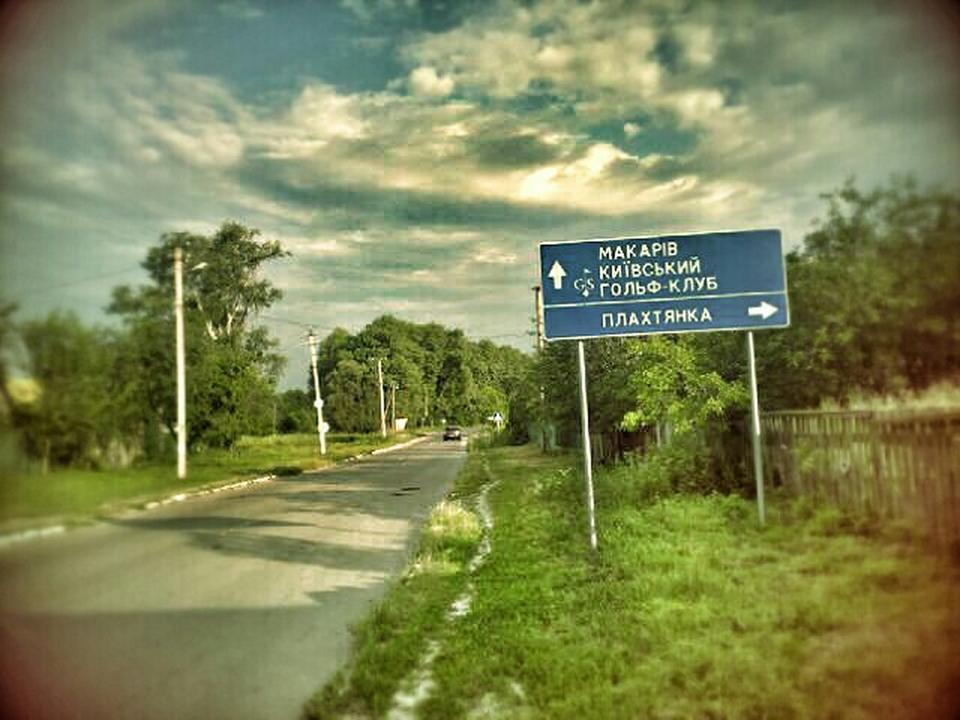
С. Гавронщина, ул. Киевская
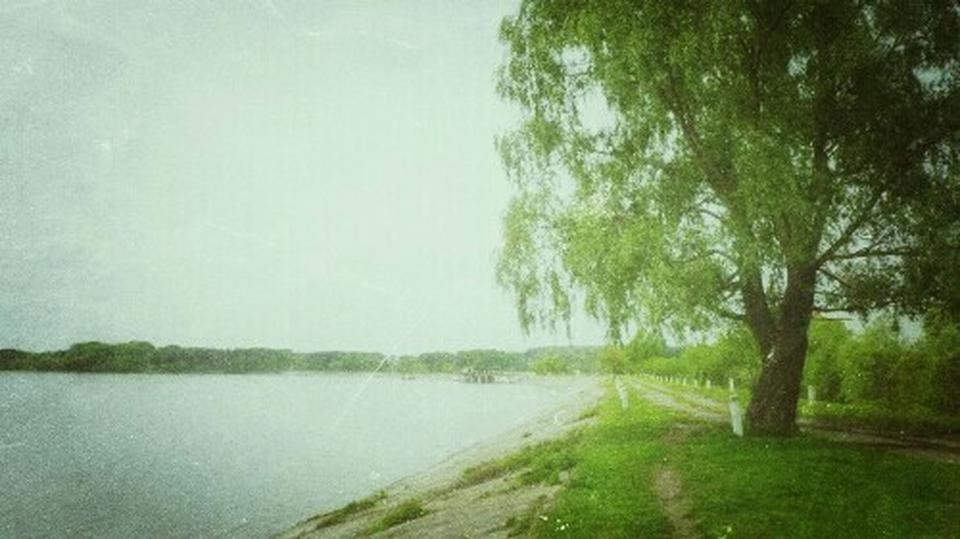
С. Гавронщина, водохранилище
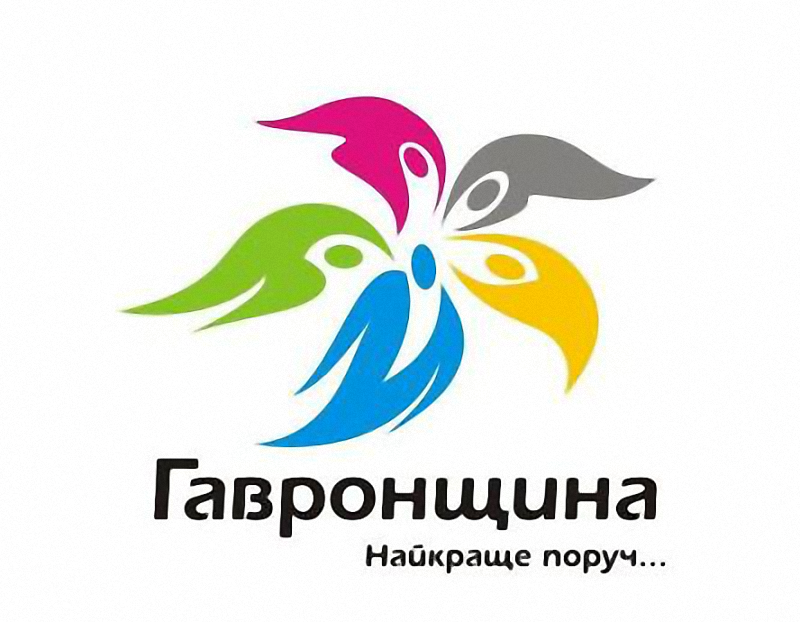
Логотип с. Гавронщина